# Élections municipales de 1959 dans les Côtes-du-Nord
Les élections municipales dans les Côtes-du-Nord ont eu lieu les 8 et 15 mars 1959.

## Maires sortants et maires élus
| Commune              | Population | Maire sortant            | Parti | Parti    | Maire élu                | Parti | Parti    |
| -------------------- | ---------- | ------------------------ | ----- | -------- | ------------------------ | ----- | -------- |
| Bégard               | 4 431      | François Clec'h          |       | SFIO     | François Clec'h          |       | SFIO     |
| Bourbriac            | 3 049      | Jean-Michel Martin       |       | Rad.     | Jean-Michel Martin       |       | Rad.     |
| Callac               | 2 946      | Jean Auffret             |       | Rad.     | Jean Auffret             |       | Rad.     |
| Dinan                | 13 844     | André Aubert             |       | DVD      | André Aubert             |       | DVD      |
| Erquy                | 2 812      | André Cornu              |       | Rad.     | André Cornu              |       | Rad.     |
| Glomel               | 2 686      | Yves-Louis Le Guellec    |       |          | Yves-Louis Le Guellec    |       |          |
| Guingamp             | 8 117      | Henri Kerfant            |       | Rad.     | Henri Kerfant            |       | Rad.     |
| Kérity               | 3 085      | Jean Louis Dollo         |       | MRP      | Louis Cleuziat           |       |          |
| Lamballe             | 5 641      | Jean Gombault            |       | UDSR     | Jean Langlais            |       |          |
| Lannion              | 6 734      | Gabriel Nogues           |       | Rad.soc. | Gabriel Nogues           |       | Rad.soc. |
| Louargat             | 2 570      | Robert Cozanet           |       |          | Robert Cozanet           |       |          |
| Loudéac              | 5 788      | Pierre Étienne           |       | DVD      | Pierre Étienne           |       | DVD      |
| Merdrignac           | 2 613      | Ange Moisan              |       | UDSR     | Joseph Gaborel           |       | DVD      |
| Paimpol              | 2 795      | Louis Coupin             |       |          | Frédéric Bonne           |       |          |
| Perros-Guirec        | 5 231      | Yves Le Jannou           |       |          | Yves Le Jannou           |       |          |
| Plédran              | 2 567      | Aristide Lorent          |       |          | Aristide Lorent          |       |          |
| Plémet               | 3 075      | Joseph Auffray           |       | DVD      | Louis Piton              |       | DVD      |
| Plénée-Jugon         | 2 578      | Eugène Bagot             |       |          | Jean Colas               |       |          |
| Pléneuf              | 3 434      | Guillaume de la Goublaye |       |          | Guillaume Guédo          |       | DVD      |
| Plérin               | 6 779      | Louis Guéna              |       | DVD      | Louis Guéna              |       | DVD      |
| Plestin-les-Grèves   | 2 904      | François Alès            |       | UDSR     | François Alès            |       | UDSR     |
| Pleubian             | 3 402      | François Marjou          |       | SFIO     | François Marjou          |       | SFIO     |
| Pleumeur-Bodou       | 2 544      | Armand Lagain            |       | SFIO     | Armand Lagain            |       | SFIO     |
| Plœuc                | 3 075      | Louis Morel              |       | SFIO     | Louis Morel              |       | SFIO     |
| Ploubazlanec         | 3 754      | Marcel Le Guyader        |       | PSA      | Marcel Le Guyader        |       | PSA      |
| Plouézec             | 3 729      | André Le Balc'h          |       | DVD      | André Le Balc'h          |       | DVD      |
| Ploufragan           | 3 511      | Marcel Cosson            |       | DVD      | Marcel Cosson            |       | DVD      |
| Plouguernével        | 2 710      | Henri Prigent            |       |          | Henri Prigent            |       |          |
| Plouha               | 4 251      | Francois Le Puluard      |       | PCF      | Louis Droumaguet         |       | SFIO     |
| Pordic               | 2 974      | Gabriel Guégan           |       | MRP      | Gabriel Guégan           |       | MRP      |
| Quintin              | 2 643      | Jean Frottier de Bagneux |       | CNIP     | Jean Frottier de Bagneux |       | CNIP     |
| Saint-Brieuc         | 37 670     | Victor Rault             |       | MRP      | Raoul Poupard            |       | MRP      |
| Saint-Quay-Portrieux | 3 398      | Roger Caillet            |       | SFIO     | Roger Caillet            |       | SFIO     |
| Tréguier             | 3 432      | Arsène Étesse            |       | SFIO     | Joseph Nicolas           |       |          |